# Sidi Jdidi
Sidi Jdidi ou Zaouia Sidi Jedidi est un site archéologique tunisien situé dans le gouvernorat de Nabeul. Il est le site d'une ancienne cité romaine dont le nom antique, Asadi ou Aradi, ne fait pas l'unanimité dans la bibliographie, la dernière identification semblant confirmée par une découverte épigraphique.

## Localisation
Le site est localisé à 14 km à l'ouest d'Hammamet. Pheradi Majus, Uppenna et Segermès se trouvent à proximité.

## Histoire

### Histoire ancienne: la question de l'identification de la ville romaine
De nombreux travaux identifient la cité à l'antique Aradi dont l'ouvrage collectif consacré aux basiliques romaines de Tunisie. L'identification antérieure considérait que le site était celui d'Asadi.
Le site constitue un évêché tardivement ; un évêque exilé en Corse par Hunéric est signalé en 484.
La ville antique s'étendait sur 10 hectares.

### Redécouverte du site
Une mosaïque est découverte en 1921 et le site est retrouvé au début des années 1930. Une mission franco-tunisienne réalise des fouilles du site archéologique dans les années 1970. La basilique I est découverte par Azedine Beschaouch en 1980 puis fouillée durant les années suivantes.
Des travaux ont lieu sur les vestiges des basiliques à partir des années 1990.

## Éléments du site

### Édifices officiels
- Monument du culte impérial[A 2].

### Édifices religieux
- Basilique I dans la partie haute de la ville, au sein d'un quartier construit de façon étagée au moyen de terrasses[A 3] ; la destruction de l'édifice est datée de la fin du VIIe siècle[A 4].
- Basilique II, le groupe épiscopal de la cité dans la ville basse[A 5] ; le monument est détruit au VIIe siècle[A 6].
- Basilique III, à 20 m de la basilique II, datée du début du Ve siècle[A 7] ; elle est détruite avant la fin du Ve siècle[A 8].

### Édifices de loisirs
- Petits thermes dans la ville haute[A 1].

### Infrastructures
- Rempart dit cyclopéen[A 2].

### Ouvrages et articles généraux
- François Baratte, Fathi Béjaoui, Noël Duval, Sarah Berraho, Isabelle Gui et Hélène Jacquest, Basiliques chrétiennes d'Afrique du Nord, Bordeaux, Ausonius, coll. « Inventaire des monuments de la Tunisie » (no II), 2014, 319 p. (ISBN 978-2-35613-118-8).
- Aïcha Ben Abed Ben Kheder, Michel Bonifay, Michel Fixot et Sylvestre Roucole, « Les deux baptistères de Sidi Jdidi (Tunisie) », Antiquité tardive, no 11,‎ 2003, p. 129-149 (ISSN 1250-7334, lire en ligne, consulté le 1er juin 2025).
- Aïcha Ben Abed Ben Kheder, Michel Bonifay, Michel Fixot et Sylvestre Roucole, « Sidi Jdidi (Tunisie) : la basilique III », Mélanges de l'École française de Rome, vol. 113, no 1,‎ 2001, p. 539–546 (DOI 10.3406/mefr.2001.10689, lire en ligne, consulté le 1er juin 2025).
- Aïcha Ben Abed Ben Kheder, Michel Bonifay, Michel Fixot et Tomoo Mukai, « Sidi Jdidi (Tunisie) », Mélanges de l'École française de Rome, vol. 117, no 1,‎ 2005, p. 400–407 (DOI 10.3406/mefr.2005.10959, lire en ligne, consulté le 1er juin 2025).
- Aïcha Ben Abed Ben Kheder et Michel Fixot, « Le groupe épiscopal d'une cité africaine : Aradi (Sidi Jdidi, Tunisie) », Études d'Antiquités africaines, no 1,‎ 2008, p. 187-197 (ISSN 0768-2352, lire en ligne, consulté le 1er juin 2025).
- Aïcha Ben Abed Ben Kheder et Michel Fixot, « Les églises de l'ancienne Aradi (Sidi Jdidi, Tunisie) », Les Nouvelles de l'archéologie, no 124,‎ 30 septembre 2011, p. 39–43 (ISSN 0242-7702, DOI 10.4000/nda.1430, lire en ligne, consulté le 1er juin 2025).
- Azedine Beschaouch, « Sur trois cités de l'Afrique chrétienne: Gunela, Aradi et Midicca », CRAI, vol. 127, no 4,‎ 1983, p. 683-693 (lire en ligne, consulté le 1er juin 2025).
- Christophe Hugoniot, « AE, 2004, 1798. Jeux scéniques à Aradi (Proconsulaire) en 402 - 408 apr. J.-C », Antiquités africaines, vol. 45, no 1,‎ 2009, p. 119–137 (ISSN 0066-4871, DOI 10.3406/antaf.2009.1493, lire en ligne, consulté le 1er juin 2025).

### Ouvrages sur le site
- Aïcha Ben Abed Ben Kheder, Michel Fixot, Michel Bonifay et Sylvestre Roucole, Sidi Jdidi, vol. I : La basilique sud, Rome, École française de Rome, 2004, 397 p. (ISBN 978-2728306848).
- Aïcha Ben Abed Ben Kheder, Michel Fixot et Sylvestre Roucole, Sidi Jdidi, vol. II : Le groupe épiscopal, Rome, École française de Rome, 2011, 393 p. (ISBN 978-2728308958).
- Aïcha Ben Abed Ben Kheder, Michel Fixot et Lucas Helfer-Lebert, Sidi Jdidi, vol. III : Des monnaies à l'archéologie, Rome, École française de Rome, 2023, 164 p. (ISBN 978-2728315871).